# Балтян, Павел Владимирович
Павел Владимирович Балтян (укр. Павло Володимирович Балтян; 8 августа 1994, Кодыма — 27 февраля 2023, Невельское) — украинский военнослужащий, сержант, участник российско-украинской войны. Герой Украины (2025, посмертно).

## Биография
Родился 8 августа 1994 года в городе Кодыма Одесской области. В 2013 году окончил Винницкий центр профессионально-технического образования № 1, получив специальности ювелира-монтажника и ювелира-крепильщика.
В 2020 году проходил срочную службу в Вооружённых силах Украины. Выполнял боевые задачи в зоне проведения ООС.
С началом полномасштабного вторжения России в Украину в 2022 году вновь вступил в ряды Вооружённых сил Украины. Проявил мужество и героизм в ходе боевых действий.
Погиб 27 февраля 2023 году в районе села Невельское Донецкой области.
Похоронен на Аллее Славы в Кодыме.

## Награды
- Звание «Герой Украины» с удостоением ордена «Золотая Звезда» (20 января 2025, посмертно) — за личное мужество и героизм, проявленные в защите государственного суверенитета и территориальной целостности Украины, верность военной присяге[2].
- Орден «За мужество» III степени (19 марта 2022) — за личное мужество и самоотверженные действия, проявленные в защите государственного суверенитета и территориальной целостности Украины, верность военной присяге[3].